# Mogens Thomassen
Mogens Thomassen (født 24. september 1914 i Hellerup, død 29. april 1987) var en dansk hockeyspiller, der deltog på det danske landshold ved OL 1936 i Berlin samt 1948 i London. Robert Hansen spillede for Orient og opnåede i alt 3 landskampe i 1936.
Ved OL i 1936 blev Danmark delt nummer syv blandt de elleve deltagende hold efter nederlag i indledende runde til Tyskland og uafgjort mod Afghanistan samt i nederlag i to placeringskampe mod henholdsvis Schweiz og Japan.